# Anomala validipes
Anomala validipes är en skalbaggsart som beskrevs av Gilbert John Arrow 1917. Anomala validipes ingår i släktet Anomala och familjen Rutelidae. Inga underarter finns listade i Catalogue of Life.